# Sharadha Narayana
Sharadha Narayana (* 22. August 1986 in Chennai, Tamil Nadu) ist eine ehemalige indische Leichtathletin, die sich auf den Sprint spezialisiert hatte.

## Sportliche Laufbahn
Erste internationale Erfahrungen sammelte Sharadha Narayana im Jahr 2009, als sie bei den Asienmeisterschaften in Guangzhou mit 11,99 s im Halbfinale im 100-Meter-Lauf ausschied und mit der indischen 4-mal-100-Meter-Staffel im Finale disqualifiziert wurde. 2011 wurde sie des Dopings überführt und mit einer zweijährigen Sperre belegt. 2013 wurde sie bei den Asienmeisterschaften in Pune in der Vorrunde über 100 Meter disqualifiziert und im Jahr darauf schied sie bei den Commonwealth Games in Glasgow mit 11,71 s im Halbfinale aus und verpasste mit der Staffel mit 44,81 s den Finaleinzug. Anschließend kam sie bei den Asienspielen in Incheon mit 12,04 s nicht über den Vorlauf über 100 Meter hinaus und gelangte im Staffelbewerb mit 44,91 s auf Rang sechs. Im August 2005 bestritt sie ihren letzten offiziellen Wettkampf und beendete daraufhin ihre aktive sportliche Karriere im Alter von 29 Jahren.
2009 wurde Narayana indische Meisterin im 100-Meter-Lauf.

## Persönliche Bestzeiten
- 100 Meter: 11,39 s (+1,4 m/s), 8. Juni 2014 in Lucknow
- 200 Meter: 24,46 s (−1,5 m/s), 8. Mai 2009 in Coimbatore